# 帖雅娜
帖雅娜（1979年5月13日—），河南鄭州人，香港女子乒乓球選手，出身鄭州市隊。以體育特長生考上华东理工大学国际经济与贸易專業，大四時在2001年夏季世界大學運動會爆冷擊敗張怡寧與牛劍鋒奪女單冠軍，香港乒協邀請入香港隊。2008年國際乒聯的護照新政限制中國海外乒團，帖雅娜尚未滿七年尚未有香港特區護照，經特赦准打北京奧運，後入籍香港。
生平名戰包括2006年世乒團體賽（不莱梅）決賽3-1擊敗巔峰郭躍，奪女團亞軍；同年12月多哈亞運四強4-3擊敗巔峰王楠奪女單銀牌；2012年世乒團體賽（多特蒙德）四強3-1擊敗巔峰李曉霞，奪女團季軍。

## 生平
帖雅娜生于河南郑州，七歲開始打球，1990年加入鄭州專業隊，1995年她參加了國家二隊集訓。1998年入華東理工大學讀書，2001年奪得世界大學生運動會女單、混雙和團體三面金牌。
帖雅娜擅以右手橫握球拍，加入了香港隊之後，在國際乒聯大獎賽上的戰績優秀，於2002年亞運會與張鈺合作，取得混雙冠軍。
2009年12月6日，帖雅娜在奪得東亞運動會乒乓球女團金牌後，便與相戀三年的隊友兼男友唐鵬結婚。

## 主要戰績
- 2001年：夏季世界大學生運動會女單、混雙和團體三枚金牌；
- 2002年：第14屆亞運會混雙冠軍，意大利公開賽女雙亞軍，中國公開賽女單四強，南韓公開賽女單冠軍，丹麥公開賽女雙八強，世界盃女單第；
- 2003年：亞洲乒乓球錦標賽女團亞軍、女單、女雙、混雙四強，世界盃女單八強，巴西公開賽女單冠軍；
- 2004年：世界乒乓球錦標賽女團亞軍，世界盃第三名；奧運女單第五名；聖彼得堡公開賽女單冠軍、女雙冠軍；
- 2005年：世界盃女單第三名,世界錦標賽女單16強,女雙銅牌,瑞典公開賽女雙冠軍,女單亞軍.巡迴賽總決賽女單16強；
- 2006年：代表香港參加第15屆亞運會，取得女子單打、女子雙打亞軍，團體賽八強階段則敗於新加坡隊.世界乒乓球錦標賽女團亞軍,南韓公開賽女雙冠軍,女單冠軍.台北公開賽女單冠軍；
- 2007年：巴西公開賽女單冠軍；世界乒乓球錦標賽混雙銅牌；世界杯女團銅牌、女單第4名；
- 2008年：奧運會女單第5名，世界杯女單亞軍；
- 2009年：2009年東亞運動會女團冠軍，混雙冠軍（與高禮澤合作），女單銅牌；
- 2009年: 2009年國際乒聯職業巡迴賽總決賽女雙銀牌，夥拍姜華珺。

## 榮譽
- 香港特區政府嘉獎

行政長官社區服務獎狀（2007年）
- 香港傑出運動員選舉

「香港最具潛質運動員」（2004年）
「香港傑出運動員」（2008年）

## 外部連結
- 帖雅娜表現出色助港奪標 （页面存档备份，存于）
- 【我的奥林匹克】帖雅娜[永久]